# Alfred von Olszewski
Alfred von Olszewski (ur. 1859 w Eichholz, zm. 3 kwietnia 1909 w Nervi) – szlachcic i oficer pruski wywodzący się z polskiej rodziny Olszewskich z Podlasia. Zapisał się w historii nietypowym jak na czasy antypolskich Niemiec testamentem, w którym wzywał swoich potomków do powrotu do polskich korzeni. W wypadku, gdyby odmówili, cały jego majątek miał przejść w ręce Henryka Sienkiewicza.

## Życiorys

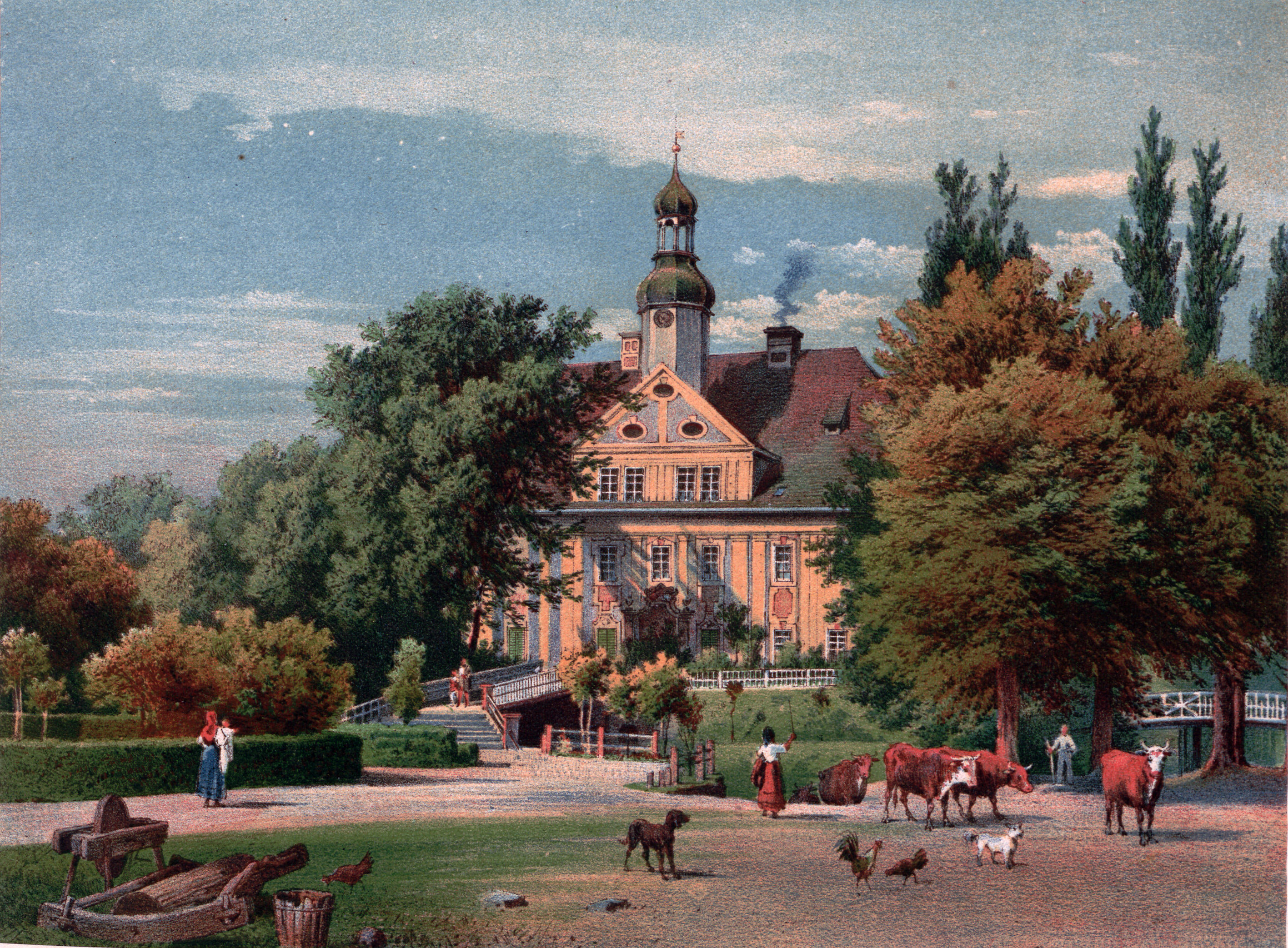
Pałac w Eichholz wg. ilustracji Blätterbauera

Von Olszewski urodził się w 1859 roku w pałacu w Eichholz, miejscowości  dolnośląskiej podówczas w Królestwie Prus. Majątek został zakupiony w 1812 roku przez Ludwika Serafina von Olszewski z Olszewskich z Podlasia, stary polski ród, a od czasów Fryderyka Wielkiego zaliczany w poczet szlachty pruskiej. Można przypuszczać, iż młody Alfred nie wyniósł z domu znajomości polszczyzny.
W wieku chłopięcym wstąpił do korpusu kadetów w Berlinie, kończąc naukę ze stopniem podporucznika. W późniejszych opowiadaniach odnosił się do tej instytucji z obrzydzeniem. Skończywszy 26 lat ruszył wspomagać Serbów w wojnie serbsko-bułgarskiej. Z wojny powrócił odznaczony medalem i niebawem pojął za żonę Gabrielę z von Zedlitzów mieszkających w Wojcieszowie(Kauffung) około 35 km w górę nieodległej od posiadłości rzeki Kaczawy. Wkrótce urodziły się dzieci, którym Alfred nadał słowiańskie imiona – Bolesław Bogdan oraz Draga (serb. „droga”).
Von Olszewski był zapalonym pasjonatem hippiki, co niestety skróciło jego życie – podczas jednej z przejażdżek jego koń przewrócił się przygniatając jeźdźca. W efekcie wypadku u barona wytworzyła się odma płucna. Na ataki duszności i uporczywy kaszel lekarze zalecili zmianę klimatu. Alfred udał się w Alpy, do Genewy, a następnie do Włoch, jednak nie przyniosło to odmiany i chory zaczął tracić siły. W listach pisanych do pastora swojej parafii skarżył się, iż choroba całkowicie przykuła go do łóżka. Zmarł 3 kwietnia 1909 roku w Nervi w Królestwie Włoch, wcześniej spisawszy testament.

## Testament
Testament von Olszewskiego był wybitnie kuriozalny, jak na owe czasy. Zmarły senior domagał się od rodziny powrotu do polskich korzeni. Głównym spadkobiercą miał zostać syn, jednak pod kilkoma warunkami:

Niech do 30. roku życia złoży egzamin z języka polskiego i historii Polski. Niech wychowany będzie tak, aby czcił narodowość polską, swoje nazwisko polskie i pochodzenie polskie. Niechaj nigdy nie wstępuje do służby państwowej w Prusiech i niechaj nigdy nie zaślubi osoby, która do biurokracji pruskiej należy.

W razie gdyby syn nie zastosował się do warunków, majątek miał przejść na córkę, a następnie na matkę, zaś po jej śmierci na Henryka Sienkiewicza lub jego spadkobierców. Zastrzegał także, iż ani jedna część nie może przypaść rządowi Prus.
Rodzina zmarłego bezzwłocznie podjęła kroki mające obalić testament. Zatrudnionym prawnikiem został Tadeusz Kraushar, syn przyjaciela Sienkiewicza z czasów studenckich. Kraushar udał się do pisarza i oznajmił, iż młodszy von Olszewski jest niespełna rozumu i nie może podjąć żadnej nauki. Jednocześnie Olszewska zapewniała listownie, że nie pragnie niczego innego, jak spełnić wolę męża, jednak stan umysłu dziecka nie pozwala na to. 
Sienkiewicz odpisał:

Nastąpi zrzeczenie się moje i moich następców wszelkich praw do spadku. Inaczej zresztą nie miałem nigdy zamiaru postąpić i w żadnym wypadku nie zagrabiłbym majątku sierot, gdyż do Polski i polskiej idei nie ciągnie się nikogo groźbą wyzucia z ziemi odziedziczonej po ojcach. Byłby to sposób dobry dla rozmaitych Bülowów, ale niezgodny z moim osobistym charakterem, ani polską kulturą.

## Film
- Historia von Olszewskiego stała się kanwą filmu dokumentalnego z 2007 roku pt. Testament von Olszewskiego w reżyserii Leszka Wiśniewskiego[4].